# 布拉達曼特
布拉達曼特是義大利浪漫史詩《熱戀的羅蘭》與《瘋狂的羅蘭》中的一名虛構女騎士，兩書的作者分別是馬泰奧·馬里亞·博亞爾多與阿里奧斯托。由於該史詩在西方傳播甚廣，影響到了後世文化，因此布拉達曼特在後世的西方藝術中也屢次出現。

## 《熱戀的羅蘭》與《瘋狂的羅蘭》
布拉達曼特是一位女性基督教騎士，她是查理曼十二勇士之一瑞納多的姊妹。她和撒拉森人的戰士魯傑羅墜入了愛河，然而她拒絕嫁給他，除非魯傑羅願意從伊斯蘭教皈依基督教。身為一名老練的戰士，她揮舞著一把能夠將碰觸到的任何對象趕下馬的魔法騎槍，並從巫師亞特蘭特手中救出了被監禁的魯傑羅。
在《瘋狂的羅蘭》的描寫中，布拉達曼特既勇敢又正直，然而她卻不太細心，輕易便被他人所騙。意圖致她於死地的賓那貝羅騙她有一位小姐受困在懸崖底部，且在布拉達曼特試圖去救人時讓她跌落懸崖。
除此之外，為了取得拯救魯傑羅必不可少的魔法戒指（具有使魔法失效和使配戴者隱形兩種功能），布拉達曼特勢必得襲擊戒指的原持有主布魯內洛，然而她並沒有聽從女巫梅莉莎的建言致布魯內洛於死地，而是趁其不備制住他，沒流一滴血便奪得魔法戒指。布拉達曼特不願殺死手無寸鐵又沒有戰鬥力的布魯內洛，這展現出她的騎士美德。
這對愛人在整個故事中被迫分離了許多次，且即使在魯傑羅皈依基督教後，布拉達曼特的父母也依然反對讓兩人結婚，他們更希望女兒嫁給一位名叫雷歐（Leo）的希臘貴族。布拉達曼特宣布，誰有辦法在戰鬥中抵擋她她就嫁給誰，而魯傑羅與她打的不相上下，最終克服了這個挑戰。在故事的結局提到，兩人成為了後來的貴族埃斯特家族的祖先，而埃斯特家族實際上是這兩部作品的作者──阿里奧斯托與馬泰奧·馬里亞·博亞爾多的贊助者。
這兩首詩歌的內容源自查理曼傳說和武功歌，並混合了法蘭西素材與大不列顛素材的中心思想。

## 後世的作品
1852年，法國劇作家羅貝爾·加尼耶寫了一齣名叫《布拉達曼特》的悲喜劇，劇中進一步地描寫了女主角布拉達曼特和男主角羅傑（Roger，即魯傑羅）之間的愛情故事。
除此之外還有幾部同名，且同樣由布拉達曼特擔任女主角的歌劇作品：

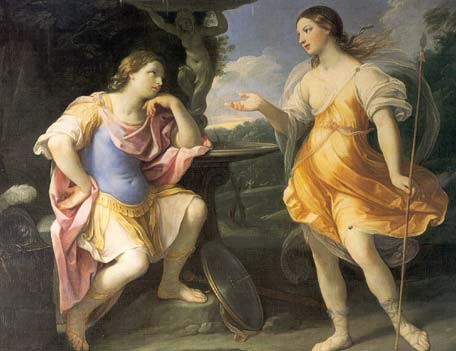
《布拉達曼特和菲歐勒狄絲皮娜》（Bradamante and Fiordispina，1632－1635）

- 《布拉達曼特》（La Bradamante）──由Pietro Paolo Bissari寫作，弗朗切斯科·卡瓦利（英语：Francesco Cavalli）作曲，1650年在威尼斯的Teatro Santi Giovanni e Paolo首次演出[12]。
- 《布拉達曼特》（Bradamante）──由皮耶爾-夏爾·羅伊（英语：Pierre-Charles Roy）寫作歌劇劇本，路易·拉科斯特（英语：Louis Lacoste (composer)）作曲，1707年5月2日在巴黎歌劇院首次演出[13]。
- 《布拉達曼特》（Bradamante）──由海因里希·約瑟夫·馮·科林（英语：Heinrich Joseph von Collin）寫作，約翰·弗里德里希·萊卡特（英语：Johann Friedrich Reichardt）作曲，1809年2月3日在維也納首次演出[13]。
- 《布拉達曼特》（Bradamante）──由愛德華·塔烏維茲（英语：Eduard Tauwitz）作曲，1844年在里加首次演出[13]。

布拉達曼特也出現在韓德爾的歌劇《阿爾奇娜》中。
布拉達曼特也是幾部小說的主角之一，例如伊塔羅·卡爾維諾1959年的超現實主義、高度諷刺性小說《不存在的騎士》。
在1983年的義大利電影中，布拉達曼特由芭芭拉·德·羅西飾演。該電影描述著查理曼與聖騎士們的傳奇故事。
布拉達曼特於2018年在日本手機遊戲《Fate/Grand Order》中登場，聲優為森永千才。